# Yago Gandoy
Yago Gandoy Martínez (La Coruña, Galicia; 13 de abril de 1999) es un futbolista español. Juega como mediocampista y su equipo actual es el Xerez DFC de la Segunda División RFEF.

## Carrera deportiva
Nacido en la ciudad coruñesa, se unió al Juvenil "B" del Deportivo de La Coruña a los 10 años proveniente del Ural FC. Debutaría con el filial el 10 de diciembre de 2017, entrando como sustituto de Martín Bengoa en un partido de la Segunda División B de España que acabaría en una victoria por 3 a 2 frente al CCD Cerdeda.
En la temporada 2018-19, fue ascendido completamente al filial del equipo gallego, marcando su primer gol el 4 de noviembre de 2018 en una victoria en casa contra el Rápido de Bouzas por 2 a 1.
Yago debutó con el primer equipo el 21 de septiembre de 2019, entrando como sustituto de Ager Aketxe en un empate contra el Cádiz CF por 0 a 0 en la Segunda División.
El 9 de septiembre de 2020, Gandoy renueva su contrato con el Deportivo y asciende al primer equipo.
En septiembre de 2021 se marcha cedido al Coruxo Fútbol Club.
El 11 de junio de 2026, se oficializa su llegada al Xerez Deportico Fútbol Club.

## Clubes
| Club                                       | País   | Año             |
| ------------------------------------------ | ------ | --------------- |
| Real Club Deportivo Fabril (Deportivo "B") | España | 2018-2020       |
| Real Club Deportivo de La Coruña           | España | 2020-2021       |
| Coruxo Fútbol Club                         | España | 2021-2023       |
| CDA Navalcarnero                           | España | 2023-2024       |
| UD San Sebastián de los Reyes              | España | 2024-2025       |
| Xerez DFC                                  | España | 2025-actualidad |